# 飯島早苗
飯島 早苗（いいじま さなえ、1963年10月12日 - ）は、日本の劇作家、脚本家。東京都出身。日本女子大学文学部国文学科卒業。
1982年、日本女子大学在学中に鈴木裕美と「自転車キンクリート」を結成。主に脚本を手がける。また、テレビドラマや映画の脚本も手がける。

## 主な脚本作品

### テレビドラマ
- サザエさん（1993年・1995年、フジテレビ）
- Going Nuts（1995年、フジテレビ「SMAPのがんばりましょう」内）
- プリティーモンキー（1998年、テレビ朝日）
- はみだし刑事情熱系（1999年～2002年、テレビ朝日）
- 新・科捜研の女（2005年、テレビ朝日）

### 舞台
- 法王庁の避妊法（1994年ほか、原作：篠田達明）
- 検察側の証人（1999年、原作：アガサ・クリスティ）
- 蛇蝎のごとく（2004年、原作：向田邦子）
- 絢爛とか爛漫とか（2007年、演出：御笠ノ忠次）
- 奇跡のメロディ～ 渡辺はま子物語 ～（2010年、演出：板垣恭一、シアタークリエ）
- A New Musical『ゆびさきと恋々』（2021年、演出：田中麻衣子、本多劇場）